# Несоли
Несоли — деревня в Косинском районе Пермского края. Входит в состав Косинского сельского поселения. Располагается севернее районного центра, села Коса. Расстояние до районного центра составляет 22 км. По данным Всероссийской переписи населения 2010 года, в деревне проживало 43 человека (19 мужчин и 24 женщины).

## История
До Октябрьской революции населённый пункт Несоли входил в состав Косинской волости, а в 1927 году — в состав Порошевского сельсовета. По данным переписи населения 1926 года, в деревне насчитывалось 17 хозяйств, проживало 111 человек (51 мужчина и 60 женщин). Преобладающая национальность — коми-пермяки.
По данным на 1 июля 1963 года, в деревне проживало 102 человека. Населённый пункт входил в состав Порошевского сельсовета.